# Kruškik
Kruškik (en cirílico: Крушкик) es una aldea de la municipalidad de Gradiška, Republika Srpska, Bosnia y Herzegovina.

## Población
| Composición de la Población - Aldea de Kruškik | Composición de la Población - Aldea de Kruškik | Composición de la Población - Aldea de Kruškik | Composición de la Población - Aldea de Kruškik | Composición de la Población - Aldea de Kruškik |
| ---------------------------------------------- | ---------------------------------------------- | ---------------------------------------------- | ---------------------------------------------- | ---------------------------------------------- |
|                                                | 2013                                           | 1991                                           | 1981                                           | 1971                                           |
| Total                                          | 1.201                                          | 1 074 (100,0%)                                 | 898 (100,0%)                                   | 621 (100,0%)                                   |
| Varones                                        | 595                                            | -                                              | -                                              | -                                              |
| Mujeres                                        | 606                                            | -                                              | -                                              | -                                              |
| Bosniacos                                      | 87                                             | 197 (18,34%)                                   | 156 (17,37%)                                   | 104 (16,75%)                                   |
| Serbios                                        | 1.063                                          | 732 (68,16%)                                   | 571 (63,59%)                                   | 438 (70,53%)                                   |
| Croatas                                        | 15                                             | 32 (2,980%)                                    | 23 (2,561%)                                    | 34 (5,475%)                                    |
| Bosnio                                         | -                                              | -                                              | -                                              | -                                              |
| Gitanos                                        | 6                                              | -                                              | -                                              | -                                              |
| Musulmanes                                     | -                                              | -                                              | -                                              | -                                              |
| Bosnio Herzegovino                             | -                                              | -                                              | -                                              | -                                              |
| Montenegrinos                                  | -                                              | -                                              | 5 (0,56%)                                      | -                                              |
| Macedonios                                     | -                                              | -                                              | 1 (0,111%)                                     | -                                              |
| Albaneses                                      | -                                              | -                                              | -                                              | -                                              |
| Yugoslavos                                     | 3                                              | 75 (6,983%)                                    | 105 (11,69%)                                   | -                                              |
| Ukranianos                                     | 3                                              | -                                              | -                                              | -                                              |
| Eslovenos                                      | -                                              | -                                              | 1 (0,111%)                                     | -                                              |
| Ortodoxos                                      | -                                              | -                                              | -                                              | -                                              |
| Otros                                          | 8                                              | 38 (3,538%)                                    | 36 (4,009%)                                    | 45 (7,246%)                                    |
| Sin declarar                                   | 16                                             | -                                              | -                                              | -                                              |
| Desconocidos                                   | -                                              | -                                              | -                                              | -                                              |